# Европско образовање од 15. до 20. века
Образовање је процес у коме друштво преноси акумулирано знање, вештине и вредности, с генерације, на генерацију.

## Средњи век
Савремени системи образовања у Европи извлаче своје порекло из школа средњег века. С обзиром да је читав средњи век био обележен доминацијом хришћанске цркве, ни школе нису представљале изузетак. Већина школа током овог доба су засноване на религијским принципима са примарним циљем да обуче свештенство. Многи од најстаријих универзитета, као што је Универзитет у Паризу који је основан 1160. имали су хришћанску основу. Поред тога, постојали су и секуларни универзитети, као нпр. Универзитет у Болоњи, који је основан још 1088. и представља један од најстаријих Универзитета у Европи. Бесплатно образовање за сиромашне званично је прописано од стране цркве 1179. године, када је одлучено да свака црква додели мајстора да учи дечаке, који су били исувише сиромашни да би платили редовну таксу. Парохија и манастири такође су оснивали бесплатне школе са наставом која је била оријентисана на стицање основних књижевних вештина. Уз неколико изузетака, свештеници су предавали на локалном нивоу, а њихове плате су често субвенционисане од стране града. Приватна, независна школе појавила се у средњовековној Европи током овог времена, али она је, такође, била религиозне природе и имала је религиозну мисију. Наставни план и програм су се углавном заснивали на тривијуму и у мањој мери квадривиуму (седам Artes Liberales или Liberal Arts ) и спровођени су на латинском, који је био лингва франка образованог дела Западне Европе током целог средњег века и ренесансе.

## Ренесанса
Суштина ренесансе, која се јавила у Италији у 14. веку и проширила по северним европским земљама у 15. веку и 16. веку, била је побуна против уског и мрачног средњег века. Инспирација ране ренесансе била су литерарна дела античке Грчке. Попут старих Грка, они су сматрали да образовање треба да развије интелектуалне, духовне и физичке човекове способности које ће довести до обогаћивања његовог живота. 
Стварни садржај хуманистичког '"либералног образовања" није био много другачији од оног средњевековног образовања. Седам либералних уметности, хуманисти су додали историју и физичке игре и вежбе. Хуманистичко образовање је првенствено било оријентисано на садржаје из грчке и римске књижевности. Након скоро хиљаду година граматика се почела проучавати не као циљ сам по себи, већ зато што је од виталног значаја за књижевне садржаје. У складу са својим обновљеним интересовањем и поштовањем за природу, хуманисти су постепено очистили астрономију од многих примеса астрологије. 
Школу је требало да похађају деца узраста од шест па до средњих двадесетих година. Ученици су изучавали историју, филозофију, аритметику, геометрију, музику и астрономију, али основа програма је изучавање грчке и римске књижевности. Физички развој је постигнут кроз перманентне вежбе и игре.
Заједно са измењеним ставовима о циљевима и садржајима образовања, у неколико иновативних школе, дошао је првих знакова промена у ставу према образовним методама. Уместо нечега на шта су ученици били приморани, образовање је требало да буде узбудљиво, пријатно и забавно. 
Школа која највише оличавала ове ране ренесансне идеале основана је у Мантови у Италији, 1423. године од стране Виторина Де Фелтреа. Чак и само име његове школе Срећна кућа (на италијанском Casa Giocosa, на енглеском Happy House) раскидало је средњовековном традицијом, у којој је школа важила за невеселу институцију у којој је дечји ум непрестано ,,бичован“ граматиком и Светим писмом. 
Иако је утицај ренесансе на образовање био веома значајан, овај покрет није успео да обезбеди образовање нижим класама становништва, који су и даље, као и у средњем веку чамили у незнању. Такође, Срећне куће, попут оне Виторинове, нису успеле да се прошире. Физички развој деце, тако важна компонента хуманистичког образовног програма, није нашао место у будућим програмима. Такође, уместо учења кроз игру и радост које су прокламовали хуманисти са Фелтреом на челу, били је много репресивних мера у школама. Ипак остала је идеја која ће касније оживети у умовима неких људи. 

## Реформација – покрет за универзално образовање
Клеро-образовање које је у великој мери задржано и поред ренесансних утицаја,у северној Европи је углавном замењено обликом основног школовања након реформације. У Шкотској, на пример,национална црква Шкотске је спровела програм реформи у јануару 1561, који је подразумевао да свака парохијска црква добије школског наставника и бесплатно образовање за сиромашне. Шкотска скупштина усвојила је Акт 1633 који је предвиђао увођење пореза, за финансирање и спровођење овог програма. Протестанти су и у Немачкој нагласили потребу за универзалним образовањем и успоставили основне школе на народном језику где су деца сиромашних могла да уче читање, писање и религију. Убрзо након реформације у неколико европских земаља у периоду од 16. века до 18. века почеле су да се јављају идеје о универзалном образовању за све. Ова иновација, коју је донела реформација, имала је далекосежне последице на образовање у западном свету.
У Централној Европи, у 17. веку научник и педагог Јан Амос Коменски прогласио је реформисани систем универзалног образовања који је широко коришћен у Европи. Рад овог чешког педагога, лингвисте, природњака и филозофа, умногоме је допринео развоју образовања у Европи, и пре свега схватањима о значају образовања за развитак људског ума. Коменски је изнео за своје време неколико револуционарних теорија. Сматрао је, да за свако дете, без обзира на његово материјално стање и памет, мора бити обавезан полазак у школу. Коменски је веровао у универзално образовање као средство светске реформе. Реформација и утицаји појединаца, попут Коменског, оставили су великог трага у историји европског образовања. Ове идеје, исувише револуционарне за своје доба, наћи ће своју практичну примену у наредним вековима. 

## Просветитељство – промењен однос према деци
Коменски је своје идеје ширио по Пољској, Енглеској, Шведској итд. Његов утицај осетио се широм Европе. Човек који је живео знатно касније од Коменског, али који је такође извршио велики утицај на образовање био је француски филозоф Жан – Жак Русо који је био један од корифеја просветитељства. Русо је сматрао да је циљ образовања да подстакне природни развој ученика. Због тога је Русо и сматрао да од дететове 2 па до 12 године треба усавршавати култивацију тела и чула, а не интелект. Тек од 12, па до 15 године, када његов интелект почне да се развија ученик може почети са проучавањем науке или географије. Русоови и ставови осталих просветитељских мислилаца много су утицали да се промени и однос према деци. Промењен однос према детету, који су заговарали просветитељи најбоље одсликава следећа Русоова реченица ,, Ми смо увек у потрази за човеком у детету, не размишљајући шта је он пре него што постане човек“. Ставови просветитеља умногоме су допринели да ученик постане индивидуа која у свом образовном циклусу треба да следи свој природни ток и развој.

## Прво министарство просвете у Европи
У другој половини 18. века дошло је до повећане заинтресованости влада разних земаља за образовање. 1760. године, руска царица Катарина II именовала је Иван Бетскоја за свог саветника за образовање. Бетској је предложио да се едукују млади Руси оба пола у државним школама и интернатима у циљу стварања "нове расе људи". Бетској се, слично Коменском, залагао за опште образовање деце, ,, ако образовање заснујемо на овим принципима, ми ћемо створити ... нове грађане." Неке од његових идеја су реализоване у Институту Смолни који је успостављен за девојке аристократског порекла у Санкт Петерсбургу.
Бетскојев рад у Русији је убрзо довео до оснивања пољске Комисије за национално образовање 1773. Ова комисија деловала је као једна врста првог државног Министарства просвете у историји европских земаља. Иако је ова комисија деловала свега двадесетак година, оставила је великог трага у пољској историји и образовању. 
Школски програми, које је утврдила Комисија, а који су били засновани на просветитељским идејама, утицали су на целу једну генерацију образованих Пољака. Такође, њени прокламовани циљеви универзалног образовања, довели су до тога да се многи Пољаци образују, па чак и у руралним крајевима. На крају постојање Комисије и њена тенденција ка националном образовању Пољака, спречили су да пољски језик и култура нестану пред надирућом русификацијом и германизацијом.
У међувремену, дошло је до повећаног академског интереса за образовање, што је довело до првих покушаја да се створи оно што би се могло сматрати академским принципима за наставне методе. То је довело до тога, да се 1770. године, оснује прва катедра за педагогију на Универзитету у Халеу у Немачкој. Прилози за проучавање образовања у Европи, укључивали су рад познатих педагога Јохана Хајнриха Песталоција у Швајцарској и Џозефа Ланкастера у Великој Британији. 
Јохан Хајнрих Песталоци (1746—1827) је је био представник романтичарске школе. Његове идеје сматране су радикалним за то доба. Песталоцијеве просветне методе наглашавале су групни, а не индивидуални рад и настава је била усмерена на групне активности као што су цртање, писање, певање, физичко образовање, прављење макета, колекција, мапа и екскурзије. Веровао је да треба узимати у обзир индивидуалне разлике и сврставати ученике у групе по њиховим способностима, а не по узрасту. Песталоци је веровао да су пресудне године основног школовања и основао је већи број школа, од којих је она у Нојшателу привукла међународну пажњу. Његов чувени мото ,, Учити главом, рукама и срцем“ и данас је кључни принцип у успешним школама. Песталоцијева просветна активност, довела је до тога да је неписменост, која је и даље преовлађивала у 18. веку, у Швајцарској готово нестала до 1830. 
Џозеф Ланкастер ( 1778-1838) је остао најпознатији по наставној методи коју је изумео а која се популарно називала бел-ланкастерски систем. Овај систем омогућава да мали број наставног особља ради у одељењима са великим бројем ученика, док су старији ученици оспособљени да подучавају млађе. Бел-ланкастерски систем широко је примењиван у 19. веку у Индији, Енглеској, САД, Канади, Италији и другим земљама. 

## Век образовања
Деветнаести век слободно можемо назвати веком у коме је образовање доживело свој пуни процват. Како је растао јак дух национализма у Европи, са њим је расло и веорвање у моћ образовања, које је могло како да обликује будућност појединца, тако и читавог народа. Државе које су се истицале својом активношћу у стварању националних школских система биле су Пруска, Француска и Енглеска. 
Пруска је била прва држава у Европи која је увела обавезно основно образовање. Још у 18. веку, тачније 1763. пруски краљ Фридрих II прописао је да је обавезно основно образовање и полазак у школу за сву децу, старости између 5. и 13. година. Пруска је предњачила по образовним стандардима, због тога што је у њој био укорењен протестантизам, који је заговарао опште образовање. Такође, сматрало се да се ефикасним и обавезним образовањем деци усађује лојалност према држави и краљу. Пруска држава је и у наредном периоду својом законодавством утицала на развој образовања и школа. 1810 године уведени су државни сертификати, који су били неопходни као услов за наставнички посао. Ова одредба део је реформи чувеног пруског министра просвете Вилхелма фон Хумболта, и имала је значајан утицај на подизање стандарда наставе. Пруски образовни систем послужио је као парадигма многим европским земљама у 19. веку. Утицај пруског система осетио се чак и у САД. 
Француска је, за разлику од Пруске обавезно основно образовање добила тек у 19. веку. Жил Фери, познати француски адвокат, који 1881. био француски министар образовања, донео је за време свог министровања сет закона, који су остали познати као Жил- Феријеви закони. 
Прво је 1881. утврђено бесплатно образовање, а онда наредне 1882. године и обавезно лаичко образовање, чиме је је дотадашњи дуални систем црквених и државних школа у потпуност замењен монолитним системом државних школа са лаичким учитељима. Образовне реформе које је спровео Жил Фери, имале су поред образовног и јасан антиклерикални карактер. 
Енглеска је обавезно основно образовање добила Законом из 1870. који је саставио Вилијам Едвард Форстер, и због тога је овај закон остао познат као Форстеров закон о школству. Треба напоменути да је у ово време када су велике европске земље уводиле обавезно основно образовање, то учинила и Србија 1882. године за време министровања Стојана Новаковића, чиме се сврстала у ред модерних европских земаља. 
19. век обележио је и развој универзитета. Поред оних постојећих средњовековних универзитета оснивани су нови. И на овом пољу предњачила је Пруска. Под вођством Вилхелма фон Хумболта у Берлину је 1810. основан Универзитет, који ће постати модел за многе истраживачке универзитете. Овај универзитет постао је чувен у наредном периоду, а неки од његових студената били су Јохан Готлиб Фихте, Фридрих Хегел, Артур Шопенхауер, Алберт Ајнштајн, Макс Планк и многи други.
Наслов овог поглавља заслужује пуно оправдање. 19. век протекао је у борби и остваривању права на образовање свих људи, без обзира на имовинске разлике. Образовање је постало доступно свима, од убогих и сиромашних до богатих дечака из племићких породица. У 19. веку остварене су готово све оне идеје, за које су се током претходних векова залагали разни реформаторски покрети и појединци. 

## Двадесети век - имплементација општег образовања
Деветнаести век донео је остваривање идеје о општем обавезном образовању. Међутим законска регулатива важила је само на папиру. Већина родитеља и даље није слала своју децу у школу јер су сматрали да су они потребнији на њиви где су се обављали пољски радови, него у школи. Родитељи се нису, дакле много обазирали на облигаторне законске норме. 
12. век донео је и коначну примену ових закона у пракси. У зависности од земље до земље након завршетка Првог и Другог светског рата почело се са обавезним поласцима деце у школу. Родитељи су коначно схватили да је за дете веома битан интелектуални развој, а он је без школе готово немогућ. У развијенијим срединама већ пре Првог светског рата, главна преокупација државе више није било основно, већ средње образовање. Неписменост се смањивала из године у годину, и до данас није у потпуности искорењена, али готово све државе држе неписменост на прихватљивих 2% до 4% неписмености и то је углавном старије становништво. Наравно у двадесетом веку, јављају се идеје о једнаком приступу на образовање свим расним, верским или етничким групама. 
Ни двадесети век није прошао без значајних личности на пољу образовне и педагошке теорије. Најзначајнији су италијанска педагогшкиња Марија Монтесори и аустријски филозоф Рудолф Штајнер. 
Марија Монтесори (1870—1952) је дала велики допринос у развоју предшколског образовања. Године 1907. отворила је прву школу за децу и у току наредне четири деценије пропутовала је целу Европу, Индију и САД, држала предавања и оснивала Монтесори школе. Програм у свим образовним установама усмерен је на предшколско образовање, али има оних у којима деца похађају ниже разреде основне школе. Систем Марије Монтесори темељи се на вери у дечји стваралачки потенцијал, на њихов нагон за учењем, као и на њихово право да буду третирани као индивидуе. Данас на стотине школа које је она основала раде на тлу САД и Канаде. 
Рудолф Штајнер (1861—1925) аустријски филозоф и социјални реформатор изумео је тзв. систем Валдорф образовања. Овај систем заузима тотално другачије становиште од класичне педагогије чије се методе примењују у државним вртићима и школама. Главни циљ ове педагошке методе је тежња за усклађивањем дететовог духовног развоја кроз много већу слободу у образовању. Детету се приступа као појединцу, чије се разум, емоције и жеље настоје остварити и оно се развити као целовито биће. 
У валдорфоској школи нема класичног нумеричког оцењивања, већ се деца оцењују писмено на крају сваке школске године. У овој школи нема ни понављања разреда, а један учитељ прати децу свих осам година школовања, које је укупно подељено у 12. разреда. У валдорфским школама пажња се посвећује и ентеријеру, који је опуштајући и мотивише децу на учење. Данас у свету постоји око 1000 Валдорф школа. 
Двадесети век донео је битне новине у образовним системима држава. Образовање је дефинитивно постало државна брига, а сва деца су без обзира на расу, пол, народност, социјални статус, имала право на школовање. Двадесети век правазишао је и проблем обавезног основног школовања, па се у овом периоду већи фокус поклања средњем образовању. И уопште образовање двадесетог века је резултат свега онога, што је скупљано, као идеја и пракса до тада. Можемо рећи да су за развој савременог образовања сви подједнако заслужни, и хуманисти и протестанти, и просветитељи и романтичари, и филозофи, педагози и социјални реформатори, и владари и министри. Сви они дали су свој допринос образовању, једни кроз идеју, борбу и личну иницијативу за развој образовања, други кроз законску регулативу и имплементацију законских норми и прописа.